# Fellingsbro
Fellingsbro – miejscowość (tätort) w Szwecji, w regionie administracyjnym (län) Örebro, w gminie Lindesberg.
Według danych Szwedzkiego Urzędu Statystycznego liczba ludności wyniosła: 1475 (31 grudnia 2015), 1393 (31 grudnia 2018) i 1425 (31 grudnia 2019).